# ولفگانگ کوگلر
ولفگانگ کوگلر اس‌اس-اونتراشتورمفورر (ستوان دوم) و از جمله فرماندهان آینزاتس‌کماندو ۲، از زیرمجموعه‌های آینزاتس‌گروپ A بود. پس از جنگ جهانی دوم، وی در دادگاهی در آلمان غربی محاکمه و به جرم جنایات جنگی گناهکار شناخته شد. گزارش شده‌است که حکم وی ۸ ماه زندان و جریمه نقدی بود. جدی‌ترین اتهام وی مشارکت در کشتار حدود ۲۷۰۰ یهودی، اغلب زن و کودک، در لیپایا، لتونی، در نقش سازمان دهنده و فرمانده عملیات بود. کوگلر ادعا کرد که هنگام وقوع این کشتارها در مرخصی در آلمان بوده‌است.